# Ewisceracja
Ewisceracja (z łac. evisceratus) – odmiana autotomii występująca u strzykw (Holothuroidea), reakcja obronna polegająca na wyrzuceniu części wnętrzności (organy Cuviera wraz z tylną częścią przewodu pokarmowego, częścią płuc oraz gonad) w wyniku podrażnienia przez napastnika lub spontanicznie, dla odnowienia narządów, które zostały przeciążone zbędnymi produktami metabolizmu. Odrzucone narządy są regenerowane w ciągu kilku dni.